# Wakayama Electric Railway
La Wakayama Electric Railway Co.,Ltd. (和歌山電鐵株式会社, Wakayama Dentetsu Kabushiki-gaisha) est une compagnie de transport de passagers qui exploite une ligne de chemin de fer dans la préfecture de Wakayama au Japon. La compagnie a également des activités dans le transport de véhicules, l'immobilier, les assurances et la publicité. Son siège social se trouve dans la ville de Wakayama.

## Histoire
La compagnie a été fondée le 27 juin 2005. Le 1er avril 2006, elle succède à la compagnie Nankai pour l'exploitation de la ligne Kishigawa.

## Ligne
La compagnie possède une ligne.
| Ligne           | Nom japonais | Terminus         | Longueur (km) | Gares |
| --------------- | ------------ | ---------------- | ------------- | ----- |
| Ligne Kishigawa | 貴志川線     | Wakayama - Kishi | 14,3          | 14    |

## Matériel roulant
La compagnie utilise des rames automotrices série 2700 ayant appartenu à la compagnie Nankai (série 22000). Elles ont été rénovées par le designer Eiji Mitooka.

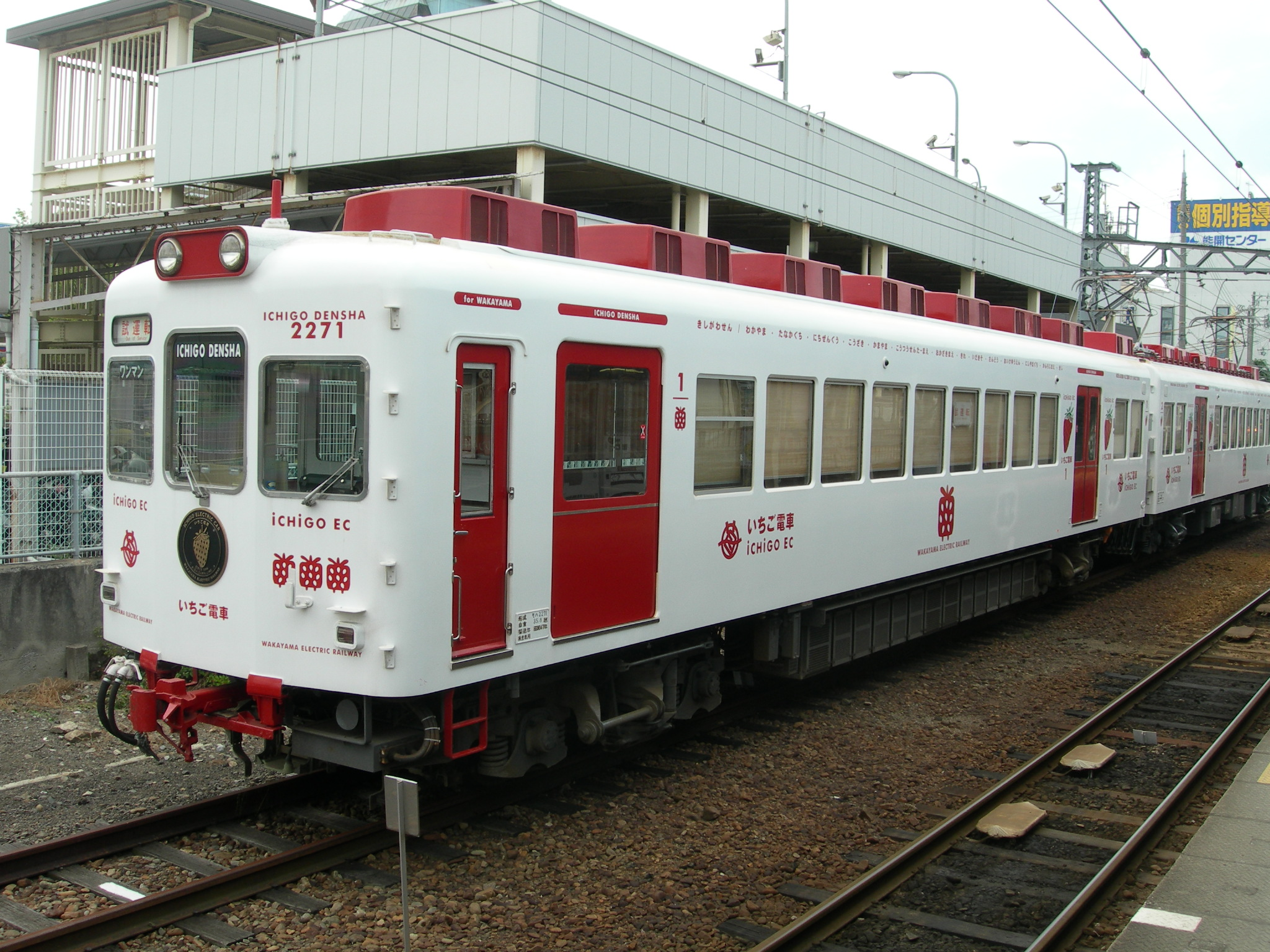
Ichigo densha
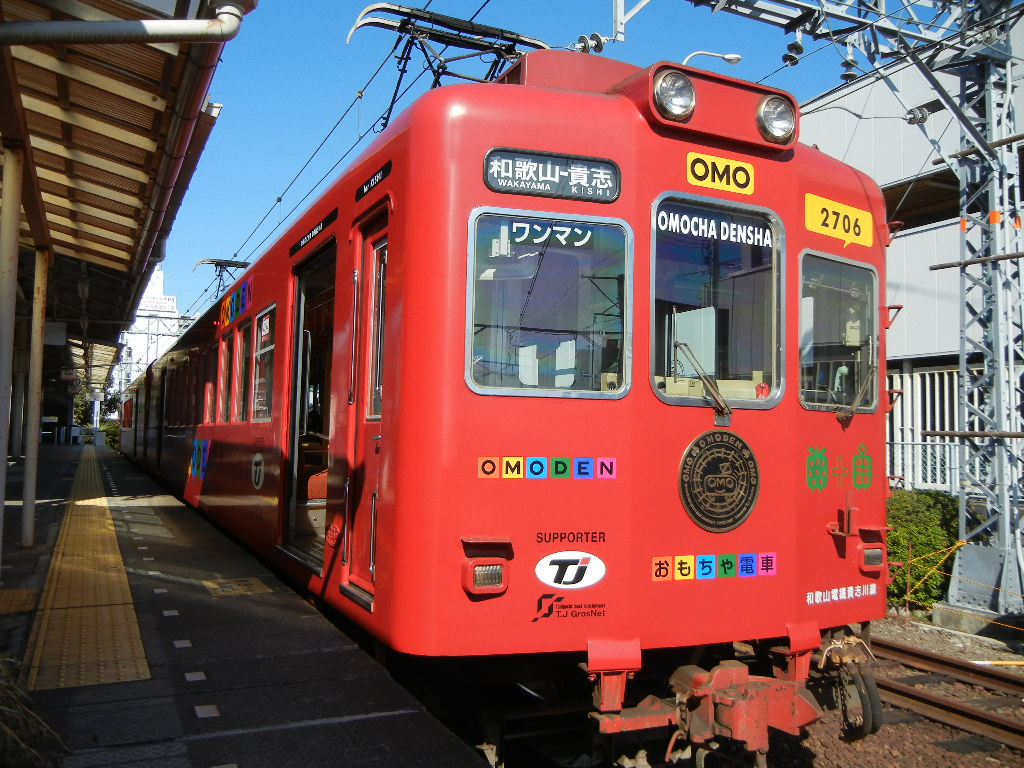
Omocha densha
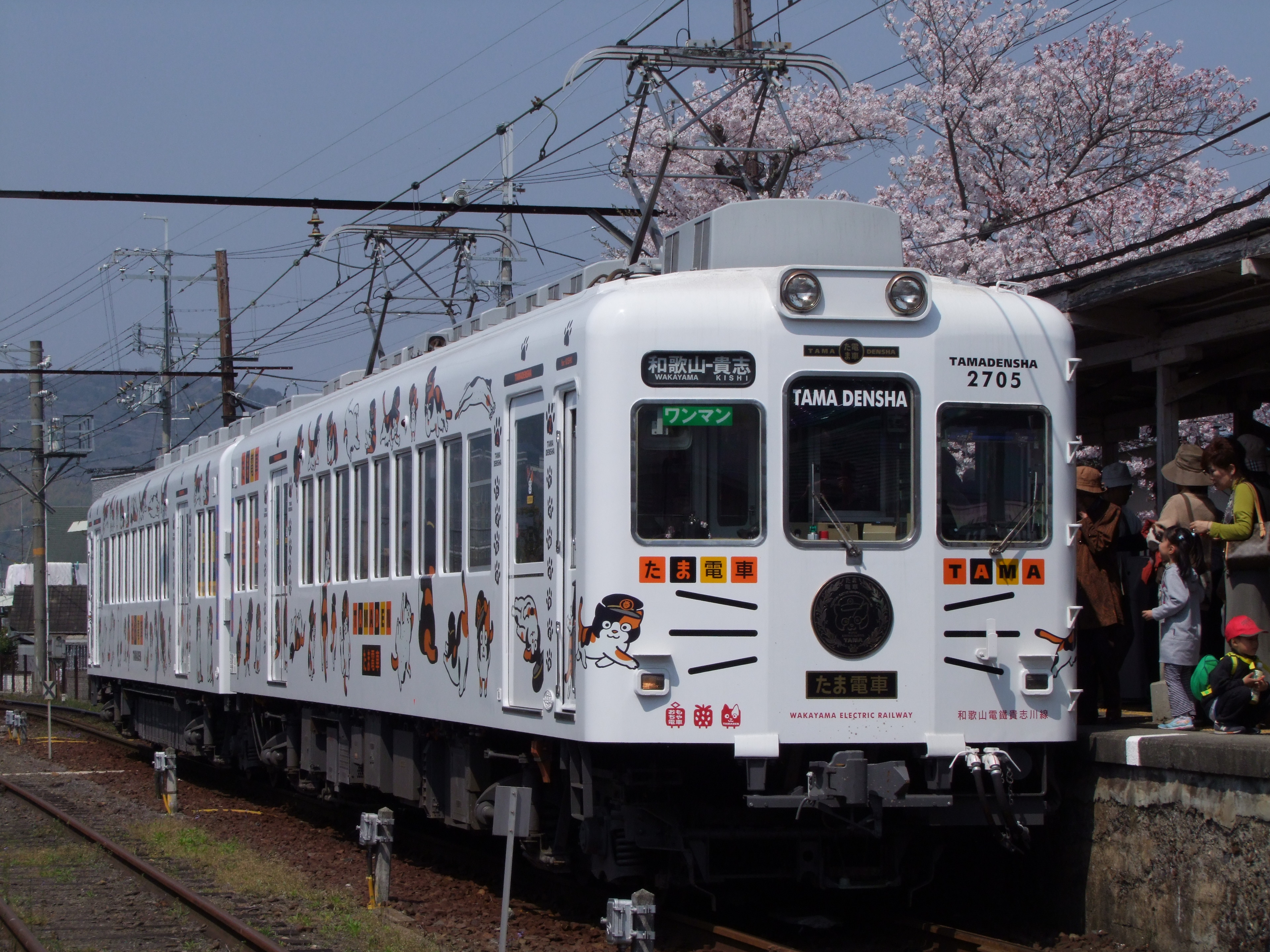
Tama densha